# Economía doméstica

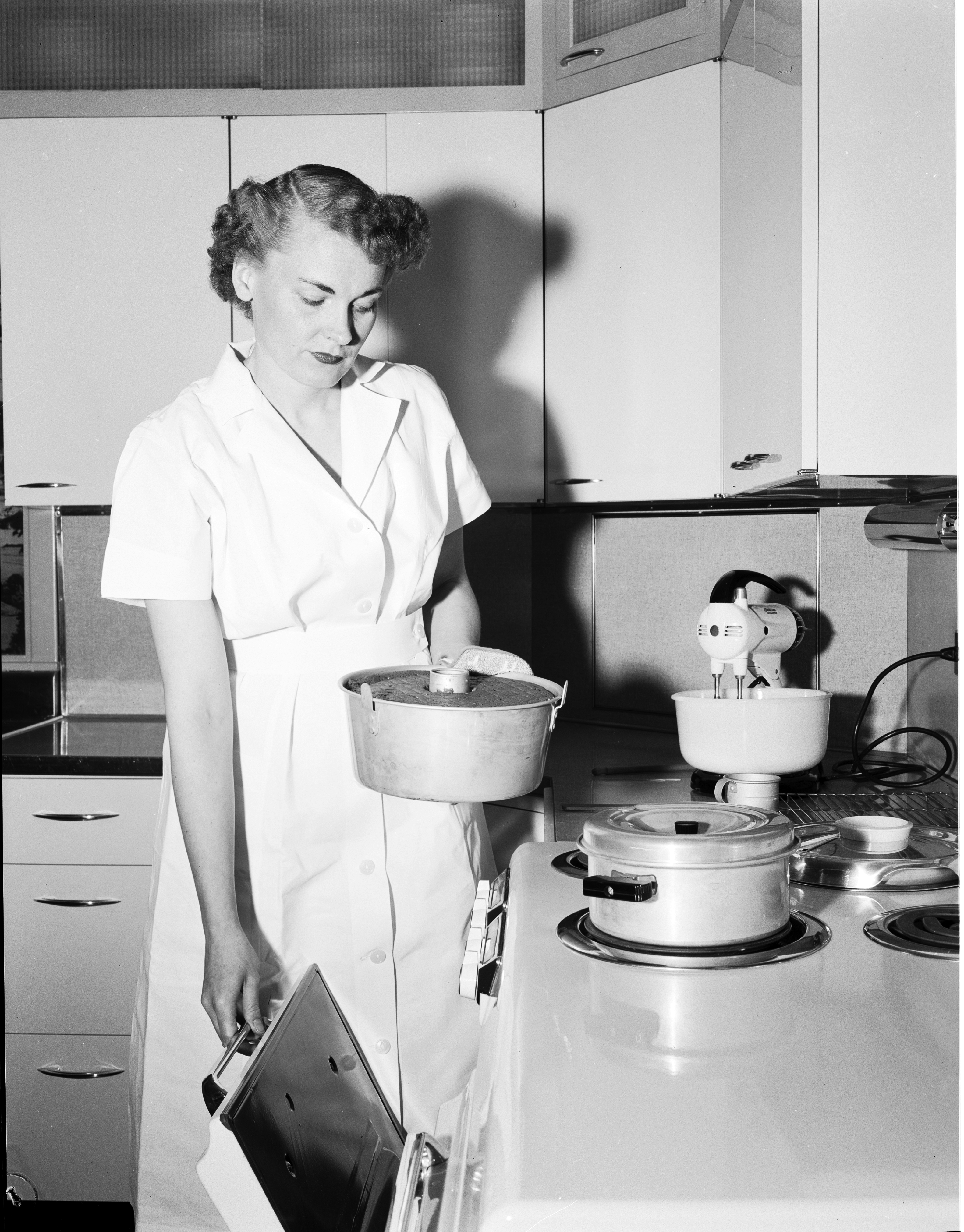
Una instructora de Economía doméstica dando una demostración, Seattle en 1953.

La Economía doméstica es la profesión y el campo de estudio que trata sobre la economía y gestión del hogar y la comunidad.
La Economía doméstica es un campo de estudio formal que incluye temas como el desarrollo infantil, las relaciones familiares, la gestión del dinero, la educación del consumidor, la gestión institucional, el diseño interior, el amueblamiento del hogar, la limpieza, la higiene, la artesanía, la costura, la cocina, la nutrición, y la conservación de alimentos. Esto enseña a los estudiantes cómo llevar adecuadamente el entorno familiar y hacer del mundo un lugar mejor para las generaciones venideras.
La educación sexual y la concienciación sobre las drogas pueden también ser cubiertas, junto con temas como la prevención de incendios y los procedimientos de seguridad. Prepara a los estudiantes para las tareas del hogar o las carreras profesionales, o para ayudar para prepararse para realizar responsabilidades de la vida real en el hogar. Se enseña en escuelas secundarias, colegios y universidades, escuelas profesionales y en centros de educación de adultos; entre los estudiantes se incluyen mujeres y hombres.
Por otro lado desde 2013 un grupo de académicos mexicanos acuñaron el término Economía Doméstica Complementaria (EDOCOM)  para distinguir un tipo de emprendimiento informal común en este país y que se realiza desde el hogar para apoyar con un ingreso adicional la economía familiar. A partir de una investigación longitudinal May et al. (2013 en Hernández y McCoy 2017) definieron las EDOCO como: 
"Emprendimientos informales en pequeña escala que se dan en el seno de un hogar, sin incurrir en una inversión extraordinaria y cuya operación y “administración” es realizada por miembros de la familia, pudiendo ser servicios o productos, utilizando los recursos materiales propios de las actividades cotidianas como las ollas con que preparan sus propioas alimentos, los cubiertos, la mesa de la cocina, las sillas, etc. Con la finalidad de propiciar un ingreso adicional para las necesidades propias de la familia. Muchas veces se ubican por letreros en la fachada con leyendas como se vende hielo, se hacen cortes de cabello, se dan clases de guitarra, etc.”  (May, Aguilera & Casas, 2013:5).